# Guilherme de Septimânia
Guilherme de Septimânia (29 de novembro de 826 — 850) foi um conde de origem carolíngia e governante de Narbona. Governou entre 848 e 849. Foi antecedido no governo do condado por Sunifredo de Narbona, tendo sido seguido por Alerán, que, tal como Guilherme, foi conde de Barcelona.
As fontes de sua vida são principalmente os Annales Bertiniani e a Chronica Fontanellensis, enquanto sua mãe escreveu um livro de instrução educacional chamado Liber Manualis para ele e seu irmão antes de fevereiro de 842.
Guilherme foi inicialmente enviado à corte de seu tio, Teodorico de Autun, que morreu por volta de 830, e deixou a criança sob os cuidados de Luís, o Piedoso, então imperador reinante. Quando Louis morreu em junho de 840, a custódia do jovem passou para Carlos, o Calvo, da Francia Ocidental. Durante a maior parte deste tempo, Guilherme viveu em Uzès, com estadias frequentes com o pai em Toulouse. Em 25 de junho de 841, o mesmo dia da Batalha de Fontenoy, Guilherme fez uma petição a Carlos, o Calvo, para a investidura dos benefícios de seu padrinho Teodorico na Borgonha. Isso foi concedido e o jovem Guilherme foi convidado a morar no palácio real, sendo prometida investidura no condado de Autun no futuro. Quando, no entanto, Guerin da Provença foi instalado em Autun, a dissensão destruiu a corte.
O pai de Guilherme foi destituído de seus benefícios, cargos e títulos em julho de 842 e eles não foram passados para Guilherme. Em maio de 844, seu pai foi executado e ele imediatamente se juntou à rebelião então em curso na Aquitânia liderada por Pepino II. Em junho, ele lutou na Batalha de Angoumois. Pepin o investiu com Toulouse, enquanto Charles instalou Fredelo lá. Foi levantado a hipótese de que Guilherme também era a mesma pessoa que o conde de Bordéus e possível duque da Gasconha nomeado por Pepino em 845. Naquela época, os vikings invadiram a Aquitânia e devastaram até Limoges. Em 847, eles sitiaram novamente Bordéus, e quando Guilherme veio ajudar a cidade, foi capturado. Finalmente libertado em 848 por um acordo assinado por Pepino, Guilherme voltou a Gothia para liderar a revolta em andamento lá.
Naquele ano, Guilherme entrou em Barcelona e Empúries e lá assumiu autoridade, "mais por astúcia e mentiras do que pela força das armas", segundo os cronistas. Supõe-se que Sunifred I de Barcelona morreu de morte natural e Carlos, o Calvo, nomeou Aleran para sucedê-lo, mas Guilherme, não reconhecendo isso, reivindicou os condados de Sunifred como herdeiro de Bernard. Ele fez valer esses direitos e foi reconhecido nos próprios condados. No entanto, o súbito desaparecimento de Sunyer I de Empúries e Bera II de Conflent levou alguns estudiosos a postular um ato de traição (golpe de estado) para garantir sua alegada herança.
No verão de 849, quando Carlos, o Calvo, decidiu atacar a Aquitânia, Fredelo o recebeu de portas abertas em Toulouse e o rei reconfirmou a investidura de Fredelo. Pepin fugiu às pressas e Charles marchou para Narbona, onde nomeou Alerano como conde em Barcelona, Empúries e Russilhão e como Margrave da Septimânia. Ele concedeu a Wilfred os condados de Girona e Besalú, e a Salomão os de Cerdanya, Urgel e Conflent. Alerano, que possivelmente também era o conde de Troyes e filho de Guilherme I de Blois, nomeou um adjunto, Isembardo, filho de Guerino da Provença, visto que tinha de se precaver contra as aspirações territoriais de Guilherme. No final, as indicações de Charles tiveram poucos problemas em assumir suas funções. Guilherme então se voltou para Abederramão II, Emir de Córdova.
Em fevereiro de 850, quando Carlos, o Calvo, marchou para a Aquitânia e os nobres em massa mudaram a aliança com Pepino II, Sancho II Sánchez da Gasconha assumiu o controle de Bordéus, Guilherme marchou sobre a Catalunha e se aliou aos andaluzes. Carlos enviou reforços e Guilherme foi derrotado na batalha. Guilherme fugiu para Barcelona, onde foi capturado e morto pelos guerrilheiros reais. Guilherme ainda estava de posse do manual de sua mãe quando morreu. Em Barcelona, Sancho e seu cunhado Emenon foram capturados por Musa ibn Musa do Banu Qasi. Em 851, os mouros ocupou Barcelona, dizimando a população. Em setembro de 852, Sancho foi libertado por tratado.